# Bagthorpe with Barmer
Bagthorpe with Barmer – civil parish w Anglii, w hrabstwie Norfolk, w dystrykcie King’s Lynn and West Norfolk. Leży 50 km na północny zachód od miasta Norwich i 161 km na północ od Londynu. Miejscowość liczy 53 mieszkańców. Składa się z dwóch wsi Bagthorpe i Barmer.